# سلوى حجازي
سلوى حجازي (1 يناير 1933 - 21 فبراير 1973)، هي مذيعة تليفزيون مصرية راحلة. قدمت عددا من البرامج التلفزيونية، ومثلت تلفزيون العرب في عدد من المؤتمرات الدولية.

## حياتها
ولدت سلوى حجازي في مدينة القاهرة في 1 يناير 1933، وتخرجت من مدرسة الليسيه فرانسيه الفرنسية. وكانت من أوائل الخريجين في المعهد العالي للنقد الفني. كما صدر لها ديوان شعر بالفرنسية ترجم إلى العربية هو «ظلال وضوء» (بالفرنسية: Ombres et clarté)‏  وكان الشاعر كامل الشناوي من كتب مقدمته. قدمت عدداً من البرامج الشهيرة آنذاك منها «شريط تسجيل»، «العالم يغني»، «المجلة الفنية» و«عصافير الجنة» (برنامج للأطفال حاز شهرة واسعة).

## الوفاة
توفيت في 21 فبراير 1973 حين كانت في طريق عودتها من بعثة للتلفزيون العربي إلى ليبيا بسبب صاروخ إسرائيلي عام 1973، عندما أسقطت طائرات الفانتوم الإسرائيلية الطائرة المدنية التابعة للخطوط الجوية الليبية عمدا فوق سيناء المحتلة آنذاك، وهو ما عُرف بحادث طائرة الخطوط الجوية العربية الليبية الرحلة 114.
منحها الرئيس أنور السادات وسام العمل من الدرجة الثانية فور وفاتها عام 1973 باعتبارها من شهداء الوطن.

## أهم برامجها في التلفزيون المصري
- ريبورتاج.
- الفن والحياة.
- سهرة الأصدقاء.
- عصافير الجنة.

## من مُؤلفاتها
- ديوان- أيام بلا نهاية: ظلال وضوء.

## جوائز
- مُنحت الميدالية الذهبية في عام 1964 من أكاديمية الشعر الفرنسية.
- حصلت على الميدالية الذهبية في عام 1965 في مسابقة الشعر الفرنسي الدولي.